# Coupe du centenaire
La Coupe du centenaire est un tournoi annuel de hockey sur glace. Elle récompense le vainqueur de la Ligue canadienne de hockey junior A.
Elle est créée en 1971 sous le nom de Coupe du centenaire du Manitoba. En 1995, elle prend le nom de Coupe de la Banque royale jusqu'en 2018. Après une année sous le nom de Championnat national junior A en 2019, elle reprend partiellement son nom historique en 2020, la province du Manitoba n'en faisant plus partie.
La structure actuelle du tournoi est un tournoi de cinq équipes. Les équipes participantes sont la ville hôte et les vainqueurs des championnats régionaux en l'occurrence de la Coupe Fred Page (champion de l'est), Coupe Dudley Hewitt (champion du centre), Coupe Doyle (champion du Pacifique) et Coupe Anavet (champion de l'ouest).

## Palmarès
| Année | Équipe                   | Ligue |
| ----- | ------------------------ | ----- |
| 1971  | Rustlers de Red Deer     | LJHA  |
| 1972  | CMC’s de Guelph          | LHJSO |
| 1973  | Terriers de Portage      | LHCM  |
| 1974  | Steelers de Selkirk      | LHCM  |
| 1975  | Mets de Spruce Grove     | LHCA  |
| 1976  | Nationals de Rockland    | CJHL  |
| 1977  | Raiders de Prince Albert | LHCS  |
| 1978  | Holody Platers de Guelph | OPJHL |
| 1979  | Raiders de Prince Albert | LHCS  |
| 1980  | Rustlers de Red Deer     | LHCA  |
| 1981  | Raiders de Prince Albert | LHCS  |
| 1982  | Raiders de Prince Albert | LHCS  |
| 1983  | Rangers de North York    | LHCB  |
| 1984  | Red Wings de Weyburn     | LHJS  |
| 1985  | Travelways d'Orillia     | LHJO  |
| 1986  | Knights de Penticton     | LHCB  |
| 1987  | Sockeyes de Richmond     | LHCB  |
| 1988  | Hounds de Notre Dame     | LHJS  |
| 1989  | Flyers de Thunder Bay    | USHL  |
| 1990  | Lakers de Vernon         | LHCB  |
| 1991  | Lakers de Vernon         | LHCB  |
| 1992  | Flyers de Thunder Bay    | USHL  |
| 1993  | Spartans de Kelowna      | LHCB  |
| 1994  | Grizzlys d'Olds          | LHJA  |
| 1995  | Canucks de Calgary       | LHJA  |

| Année | Équipe                         | Ligue |
| ----- | ------------------------------ | ----- |
| 1996  | Vipers de Vernon               | LHCB  |
| 1997  | Western Capitals de Summerside | MJAHL |
| 1998  | Eagles de South Surrey         | LHCB  |
| 1999  | Vipers de Vernon               | LHCB  |
| 2000  | Oil Barons de Fort McMurray    | LHJA  |
| 2001  | Kodiaks de Camrose             | LHJA  |
| 2002  | Exports d'Halifax              | MJAHL |
| 2003  | Broncos de Humboldt            | SJHL  |
| 2004  | Tigers d'Aurora                | OPJHL |
| 2005  | Red Wings de Weyburn           | LHJS  |
| 2006  | Express de Burnaby             | BCHL  |
| 2007  | Tigers d'Aurora                | OPJHL |
| 2008  | Broncos de Humboldt            | LHJS  |
| 2009  | Vipers de Vernon               | LHCB  |
| 2010  | Vipers de Vernon               | LHCB  |
| 2011  | Lumber Kings de Pembroke       | CCHL  |
| 2012  | Vees de Penticton              | LHCB  |
| 2013  | Bandits de Brooks              | LHJA  |
| 2014  | Terriers de Yorkton            | LHJA  |
| 2015  | Terriers de Portage            | LHJM  |
| 2016  | Warriors de Kelowna Ouest      | LIBC  |
| 2017  | Cougars de Cobourg             | LHJO  |
| 2018  | Chiefs de Chilliwack           | LIBC  |

| Année | Équipe            | Ligue |
| ----- | ----------------- | ----- |
| 2019  | Bandits de Brooks | LHJA  |

| Année | Équipe            | Ligue |
| ----- | ----------------- | ----- |
| 2022  | Bandits de Brooks | LHJA  |